# Vzhodnosibirsko morje
Vzhodnosibirsko morje (rusko Восточно-Сибирское море, latinizirano: Vostočno-Sibirskoje more) je robno morje Arktičnega oceana ob severovzhodni obali Rusije.
Leži med Novosibirskimi otoki na zahodu in Vranglovim otokom na vzhodu. Na severu in severovzhodu je odprto, torej meji na glavni del Arktičnega oceana. Na zahodu preko Sannikovovega preliva in Preliva Dmitrija Lapteva meji na Morje Laptevov, na vzhodu pa preko Longovega preliva na Čukotsko morje.
Pomembna zaliva sta Kolimski zaliv in Čaunski zaliv. Pomembne reke so Hroma, Indigirka, Alazeja in Kolima. Pomembni pristanišči sta Ambarčik in Pevek.
Severna morska pot skozi Vzhodnosibirsko morje pelje do Beringovega preliva. V morju lovijo ribe in tjulnje. Pozimi je morska gladina popolnoma poledenela, medtem ko se poleti led v priobalnih predelih taja. Na jugu Vzhodnosibirsko morje meji na celinsko Rusijo. Zahodni predeli obale so nižinski, vzhodni pa gorati.

## Geografija in podnebje
Vzhodnosibirsko morje je robno morje Arktičnega oceana in na severu meji na njegov glavni del. Vsi pomembni zalivi, kot sta Kolimski zaliv in Čaunski zaliv, ležijo v južnih predelih. V osrednjem delu ni otokov, medtem ko v priobalnih območjih najdemo bodisi manjše samotne otoke kot je Ajon ali pa manjša otočja kot so Medvedji otoki. Skupna površina teh otokov znaša približno 80 km², nekateri pa so iz peska in ledu, zaradi česar hitro erodirajo. Znatno večji otoki ležijo ob zahodnem in vzhodnem robu morja. Na zahodu pri Novosibirskih otokih meji na Morje Laptevov, medtem ko se vzhodna meja na Čukotsko morje nahaja pri Vranglovem otoku.
V Vzhodnosibirsko morje tečejo številne reke, vendar je le nekaj plovnih. Reke Indigirka, Kolima in Alazeja so dolge več kot tisoč kilometrov vsaka. Med druge pomembne pritoke štejejo reke Hroma, Čukočja, Raučua, Čaun in Pegtimel, vsaka dolga nekaj sto kilometrov. Morska obala se razteza 3016 kilometrov. Obstajajo ozki zalivi, ki sežejo globoko v notranjost. Topografija na zahodu se znatno razlikuje v primerjavi s topografijo na vzhodu. Zahodni del obale od Novosibirskih otokov do ustja reke Kolima je nižinski. Gre za območje tundre z močvirnimi predeli in številnimi majhnimi jezeri. Vzhodni del obale je popolnoma drugačen. Zanj so značilna gorovja, medtem ko mejo med morjem in kopnim predstavljajo strmi klifi.
Obala je na ozemlju Jakutije in Čukotke. Edino mesto na obali je Pevek v Čukotki, ki šteje približno 4500 prebivalcev in je najbolj severno mesto na celotnem ozemlju Rusije. Druga naselja na obali so večinoma vasi z manj kot 100 prebivalci. Še eno pomembno pristanišče je Ambarčik v Jakutiji. Pristaniško naselje Logaškino je bilo leta 1998 opuščeno. Proti koncu 20. stoletja je prišlo do zaprtja več rudnikov v bližini obale, kar je prispevalo k zmanjšanju števila prebivalcev. Plovba je mogoča le avgusta in septembra, saj je morska gladina od oktobra ali novembra do junija ali julija popolnoma poledenela.
Vzhodnosibirsko morje je razmeroma plitvo. Na približno 72-odstotnem delu njegove površine je globina manjša od 50 metrov. Najbolj pogosta so območja, kjer se giblje od 20 do 25 metrov. Morsko dno je večinoma pokrito z muljem, peskom in kamenjem. V bližini ustij rek Indigirka in Kolima najdemo ozke in globoke podmorske jarke, ki so verjetno ostanki starodavnih rečnih dolin. Morje je najbolj plitvo v zahodnih predelih, medtem ko največje globine do približno 150 metrov najdemo v severovzhodnih predelih.
Podnebje je polarno. Značilen je tudi vpliv zračnih tokov s celine ter tistih iz Atlantskega in Tihega oceana. Vpliv zračnih tokov s celine je najbolj očiten pozimi. Vetrovi, ki pihajo proti severozahodu in zahodu s hitrostjo do 25 km/h, iz Sibirije prinašajo hladen zrak, zaradi česar je januarja povprečna temperatura zraka približno -30 °C. Vreme je večji del leta mirno in jasno, vendar atlantski cikloni občasno prinesejo močnejše vetrove, pacifiški pa oblake in nevihte. Poleti pihajo vetrovi s severa. Junija so šibki, potem pa se jim julija hitrost poveča na približno 25 km/h, medtem ko avgusta narašča tudi do 50 km/h. Zaradi tega so v poletnem obdobju vremenske razmere v nižinskih predelih na zahodu obale Vzhodnosibirskega morja med najbolj neugodnimi na celotni obali ruske Arktike. Julija se temperatura zraka v povprečju giblje od 0 do 1 °C na odprtem morju oziroma od 2 do 3 °C na obali. Tudi megla je najbolj pogosta v poletnem obdobju. V vsem letu je v povprečju od 90 do 100 meglenih dni, od česar se jih približno 75 odstotkov zgodi poleti.

## Živalstvo in rastlinstvo
Rastlinstvo in živalstvo sta zaradi ostrega podnebja razmeroma redka. Poletno cvetenje planktona je kratko, a intenzivno, avgusta in septembra proizvede več kot 5 milijonov ton planktona. Letna proizvodnja planktona znaša 7 milijonov ton. Hranila v vodi večinoma zagotavljajo rečni odtoki in obalna erozija. Med planktonskimi vrstami prevladujejo pacifiške vrste ceponožcev.
Morske obale in ledena polja gostijo kolobarjaste tjulnje (Phoca hispida), brkate tjulnje (Erignathus barbatus) in mrože (Odobenus rosmarus) skupaj z njihovim plenilcem, severnim medvedom (Ursus maritimus). Ptice vključujejo galebe, lumne in kormorane. Morske vode pogosto obiščejo grenlandski kit (Balaena mysticetus), sivi kit (Eschrichtius robustus), beluga (Delphinapterus leucas) in enorog (Monodon monoceros). Glavne vrste rib so lipani in ozimice (Coregonus), kot so muksun (Coregonus muksun), Coregonus nasus in Coregonus autumnalis. Pogoste so tudi evropski snetec (Osmerus eperlanus), vzhodna navaga (Eleginus gracilis), polarna trska (Boreogadus saida) in jezerska zlatovščica (Salvelinus alpinus).

## Zgodovina
Pripadniki staroselskih ljudstev so na vzhodnem delu obale Vzhodnosibirskega morja verjetno živeli že pred več tisoč leti. Območje v bližini reke Kolima so poselili Jukagirji, medtem ko so Čukči živeli v skrajnih vzhodnih predelih Sibirije, vključno s Čukotskim polotokom. Tradicionalno so se ukvarjali z lovom, ribolovom in jelenorejo. Jelene so uporabljali za vleko sani, ki so jim bile nujno potrebne za premikanje po zasneženi deželi v času lova, kot tudi za prevažanje predmetov in ulova.
V drugem stoletju po našem štetju sta se Vzhodnosibirskemu morju približali ljudstvi Eveni in Evenki, potem pa med devetim in petnajstim stoletjem tudi Jakuti, ki jih je bilo veliko več, kot pripadnikov drugih ljudstev. Pripadniki teh treh ljudstev so prišli z območja v bližini Bajkalskega jezera, od koder so bežali pred Mongoli proti severu. Prakticirali so šamanstvo in govorili različne jezike.
Ruski pomorščaki so v Vzhodnosibirsko morje začeli pluti v zgodnjem 17. stoletju. Leta 1648 sta to morje preplula Semjon Dežnjov in Fedot Popov, ki sta s plutjem po reki Kolima prišla tudi do Beringovega morja in Anadirskega zaliva na nasprotni strani Čukotskega polotoka. Od tridesetih let 18. stoletja do zgodnjega 20. stoletja so potekale številne ekspedicije, ki so prispevale h kartiranju Vzhodnosibirskega morja in ozemlja, ki meji nanj.
V tridesetih letih 20. stoletja je bilo na obali tega morja ustanovljeno naselje Ambarčik, ki leži nekaj kilometrov oddaljeno od skrajnega vzhodnega brega delte reke Kolima. V naselju je bilo prehodno delovno taborišče za zapornike, ki so čakali preselitev v gulage. Zaporniki so v Ambarčiku gradili pristaniško infrastrukturo in iztovarjali blago z ladij. Zaradi plitvega morja v Ambarčiku je bilo glavno pristanišče na tem območju pozneje premeščeno v naselje Čerski, ki leži približno 110 kilometrov proti jugu na desnem bregu glavnega toka reke Kolima. V sedanjosti so edini prebivalci Ambarčika zaposleni v tamkajšnji meteorološki postaji. Med letoma 1949 in 1957 sta bila dva gulaga v neposredni bližini pristaniškega naselja Pevek na bolj vzhodnem delu morske obale.
Na tem območju je bilo tudi nekaj rudnikov kositra, kar je prispevalo k temu, da je Pevek postal mesto, v katerem je proti koncu osemdesetih let 20. stoletja živelo več kot 12.000 ljudi. Potem ko so rudnike nekaj let pozneje zaprli, se je veliko ljudi izselilo. Pevek danes šteje približno 4500 prebivalcev. Plovba je zaradi ledu tudi avgusta in septembra mogoča le v omejenih razmerah. Ribolov je namenjen zgolj za zadovoljevanje potreb domačega prebivalstva in nima komercialnega pomena.

## Galerija
- Led v Vzhodnosibirskem morju
- Meja na Morje Laptevov junija 2002
- Meja na Čukotsko morje junija 2001
- Pevek poleti